# Juan Carlos Valenzuela
Juan Carlos Valenzuela Hernández (Heroica Guaymas, Sonora, 1984. május 15. –) egy mexikói válogatott labdarúgó, aki 2016-tól a Club Tijuanában játszik védőként. Kétszeres mexikói bajnok.

## Pályafutása

### Klubcsapatokban
2003. április 19-én a Club Atlas játékosaként mutatkozott be a mexikói első osztályú bajnokságban, amikor is együttese 2–0-s vereséget mért a Tecos UAG csapatára. 2008-ban éppen ebbe a Tecosba igazolt, majd következő évben az Américához került, amellyel két bajnoki címet is szerzett (2013 Clausura és 2014 Apertura).

### A válogatottban
A felnőtt válogatottban 24 évesen, 2008 szeptemberében lépett pályára először egy Chile elleni barátságos mérkőzésen, a következő évben pedig szerepet kapott a CONCACAF-aranykupa elődöntőjében és döntőjében is, amit Mexikó meg is nyert. Ugyancsak játszott a 2013-as CONCACAF-aranykupa minden mérkőzésén is, itt az elődöntőig jutottak. Év végén részt vett mindkét Új-Zéland elleni vb-pótselejtezőn is.
2015-ben az utolsó pillanatban került be a Copa Américára behívott 23-as keretbe, miután Miguel Ángel Herrera, a keret korábbi tagja május végén megsérült.

#### Mérkőzései a válogatottban
| Mexikó | Mexikó               | Mexikó                                        | Mexikó           | Mexikó   | Mexikó             | Mexikó                          | Mexikó | Mexikó  |
| #      | Dátum                | Helyszín                                      | Hazai            | Eredmény | Vendég             | Kiírás                          | Gólok  | Esemény |
| ------ | -------------------- | --------------------------------------------- | ---------------- | -------- | ------------------ | ------------------------------- | ------ | ------- |
| 1.     | 2008. szeptember 24. | Los Angeles, Memorial Coliseum                | Mexikó           | 0 – 1    | Chile              | barátságos                      | 0      |         |
| 2.     | 2009. január 28.     | Oakland, Oakland Coliseum                     | Mexikó           | 0 – 1    | Svédország         | barátságos                      | 0      | 46'     |
| 3.     | 2009. június 28.     | San Diego, Qualcomm Stadion                   | Mexikó           | 0 – 0    | Guatemala          | barátságos                      | 0      |         |
| 4.     | 2009. július 23.     | Chicago, Soldier Field                        | Costa Rica       | 1 – 1    | Mexikó             | CONCACAF-aranykupa, elődöntő    | 0      |         |
| 5.     | 2009. július 26.     | East Rutherford, Giants Stadium               | Egyesült Államok | 0 – 5    | Mexikó             | CONCACAF-aranykupa, döntő       | 0      |         |
| 6.     | 2010. március 18.    | Torreón, Estadio TSM Corona                   | Mexikó           | 2 – 1    | Észak-Korea        | barátságos                      | 0      |         |
| 7.     | 2010. március 24.    | Charlotte, Bank of America Stadion            | Mexikó           | 0 – 0    | Izland             | barátságos                      | 0      |         |
| 8.     | 2010. május 7.       | New Jersey, New Meadowlands                   | Mexikó           | 0 – 0    | Ecuador            | barátságos                      | 0      |         |
| 9.     | 2010. május 10.      | Chicago, Soldier Field                        | Mexikó           | 1 – 0    | Szenegál           | barátságos                      | 0      |         |
| 10.    | 2013. július 7.      | Pasadena, Rose Bowl                           | Mexikó           | 1 – 2    | Panama             | CONCACAF-aranykupa, csoportkör  | 0      | 46'     |
| 11.    | 2013. július 11.     | Seattle, CenturyLink Field                    | Mexikó           | 2 – 0    | Kanada             | CONCACAF-aranykupa, csoportkör  | 0      |         |
| 12.    | 2013. július 14.     | Denver, Sports Authority Field                | Martinique       | 1 – 3    | Mexikó             | CONCACAF-aranykupa, csoportkör  | 0      |         |
| 13.    | 2013. július 20.     | Atlanta, Georgia Dome                         | Mexikó           | 1 – 0    | Trinidad és Tobago | CONCACAF-aranykupa, negyeddöntő | 0      |         |
| 14.    | 2013. július 24.     | Arlington, Cowboys Stadium                    | Panama           | 2 – 1    | Mexikó             | CONCACAF-aranykupa, elődöntő    | 0      | 35'     |
| 15.    | 2013. október 30.    | San Diego, Qualcomm stadion                   | Mexikó           | 4 – 2    | Finnország         | barátságos                      | 0      |         |
| 16.    | 2013. november 13.   | Mexikóváros, Estadio Azteca                   | Mexikó           | 5 – 1    | Új-Zéland          | vb-selejtező                    | 0      |         |
| 17.    | 2013. november 20.   | Wellington, Westpac stadion                   | Új-Zéland        | 2 – 4    | Mexikó             | vb-selejtező                    | 0      |         |
| 18.    | 2014. január 29.     | San Antonio, Alamodome                        | Mexikó           | 4 – 0    | Dél-Korea          | barátságos                      | 0      | 45'     |
| 19.    | 2014. április 2.     | Glendale, University of Phoenix Stadium       | Egyesült Államok | 2 – 2    | Mexikó             | barátságos                      | 0      |         |
| 20.    | 2015. május 30.      | Tuxtla Gutiérrez, Estadio Víctor Manuel Reyna | Mexikó           | 3 – 0    | Guatemala          | barátságos                      | 0      | 50'     |
| 21.    | 2015. június 3.      | Lima, Estadio Nacional                        | Peru             | 1 – 1    | Mexikó             | barátságos                      | 1      | 76'     |
| 22.    | 2015. június 15.     | Santiago, Estadio Nacional de Chile           | Chile            | 3 – 3    | Mexikó             | Copa América, csoportkör        | 0      |         |
| 23.    | 2015. június 19.     | Rancagua, Estadio El Teniente                 | Mexikó           | 1 – 2    | Ecuador            | Copa América, csoportkör        | 0      |         |
|        | Összesen             |                                               |                  | 23       | mérkőzés           |                                 | 1      | gól     |